# Paula-Mae Weekes
Paula-Mae Weekes (Port of Spain, 23 dicembre 1958) è una politica trinidadiana, Presidente di Trinidad e Tobago dal 2018 al 2023.
È stata la prima donna a ricoprire questa carica, nonché, essendo entrata in carica a 59 anni d'età, la persona più giovane ad averlo fatto. È il 75⁰ membro del Council of Women World Leaders.

## Biografia

### Educazione
Nata il 23 dicembre 1958 a Port of Spain, ha svolto gli studi primari alla Tranquility Government Primary School e quelli secondari alla Bishop Anstey High School, un istituto per ragazze anglicane.
Nel 1977 iniziò la sua formazione in giurisprudenza al campus di Cave Hill, a Barbados, dell'Università delle Indie occidentali. Ha conseguito il bachelor of Laws nel 1980, poi il certificato di formazione legale presso la Hugh Wooding Law School nel 1982, anno in cui venne ammessa alla pratica della professione legale nel suo paese entrando nell'Ordine degli Avvocati.

### Carriera legale ed educativa
Nel novembre 1982 divenne consigliere di Stato presso l'Ufficio del Direttore della Pubblica Accusa, lavorando come rappresentante alla Corte dei Magistrati, l'Alta Corte e la Corte d'Appello fino alle sue dimissioni dalla carica nel 1993, per entrare in uno studio privato e avviare la libera professione.
Nel 2000 venne nominata fellow del Commonwealth Judicial Education Institute, avviando così la sua attività da educatrice giudiziaria. In seguito ha lavorato per la formazione di funzionari giudiziari di diversi gradi e per programmi formativi locali e regionali.
Dal 2010 al 2016 è stata direttrice del corso sui diritti e gli obblighi etici della professione legale alla Hugh Wooding Law School, lavorando anche come Prima Esaminatrice, supervisore dei tutor associati e autrice del manuale del corso stesso. È membro della Platform for Girls’ Education, un gruppo di 12 persone che si occupa di garantire dodici anni di istruzione di qualità per ragazze a livello globale.

### Carriera nella magistratura
Nel 1996 fu invitata alla candidatura per la carica di Puisne Judge della magistratura della Repubblica, venendo poi nominata tale il 1⁰ settembre. Per nove anni ha così lavorato principalmente come giudice penale. Nel 2005 entrò infatti nella Corte d'Appello, che ha presieduto per undici anni, essendosi dimessa il 31 agosto 2016. Nel 2012 fu per breve tempo Chief justice ad interim, in sostituzione a Wendell Kangaloo, ferito in un incidente automobilistico.
Nel settembre 2016 fu invitata, entrandone a far parte come prima donna, nell'Appellate Bench della magistratura delle Turks e Caicos. Nel dicembre 2017 partecipò alla sua ultima seduta e nel gennaio 2018 si dimise. Subito dopo divenne direttrice del PMW Criminal Justice Consultancy and Training, un gruppo dedito allo sviluppo della giustizia penale a Trinidad e Tobago.

### Attività nella chiesa anglicana
È stata Cancelliera della Chiesa Anglicana nella Diocesi di Trinidad e Tobago dal 1997 fino alla sua elezione alla carica presidenziale. È stata anche membro del Consiglio Diocesano e assistente legale di tre vescovi in ambito ecclesiastico.

### Presidente di Trinidad e Tobago
Il 5 gennaio 2018, quando era giudice della Corte d'appello delle Turks e Caicos, venne proposta alla carica di presidente di Trinidad e Tobago dal governo in carica, con l'obiettivo di ottenere il consenso dell'opposizione, lo United National Congress, che approvò la proposta. La sua nomina ha avuto un riscontro positivo anche da parte di analisti politici.
In occasione delle elezioni non ci fu bisogno di voto, poiché Weekes era l'unica persona candidatasi. Ha prestato giuramento ed è entrata in carica il 19 marzo 2018, succedendo ad Anthony Carmona. È, dopo la regina Elisabetta II, la seconda donna capo di Stato di Trinidad e Tobago. Il 14 settembre 2018 è stata insignita dell'Ordine della Reppublica.

## Vita privata
È nubile. È appassionata di viaggi e di coltivazione delle orchidee.